# بوجي (كلب)
بوجي هو كلب ضال من مدينة إسطنبول، تركيا معروف بركوبه وسائل النقل في المدينة يومياً.قام مسؤولو بلدية إسطنبول بوضع جهاز تعقب عليه ووجدوا إنه يمر على 29 محطة مترو يوميا على الأقل، ويقطع مسافة تصل إلى 30 كيلومترًا وفي أحد المرات تم تعقبه وهو في جزر الأمراء. لدى بوجي حساب على الإنستغرام وتويتر تديره بلدية إسطنبول ويتابعه عشرات الآلاف من المتابعين.